# Grootbekbotten
De Grootbekbotten (Psettodidae) zijn een familie in de orde van de Platvissen (Pleuronectiformes). De familie omvat slechts één geslacht en drie soorten.

## Geslacht
- Psettodes E. T. Bennett, 1831